# Marcus Ericsson
Marcus Thorbjörn Ericsson (Kumla, 2 settembre 1990) è un pilota automobilistico svedese, attivo in Formula 1 dal 2014 al 2018 con Caterham e Sauber, e vincitore della 500 Miglia di Indianapolis nel 2022.

## Carriera

### Kart
Il primo assaggio nel motorsport Ericsson lo ebbe quando a nove anni iniziò a gareggiare con i kart. Provò quasi per caso al kartodromo di Fredrik Ekblom, ex pilota di Formula 3000 e Indy Lights e per poco non batté il record sul giro. Ekblom riuscì a convincere il padre di Ericsson, Tomas, a comprare al figlio un kart e così il giovane svedese passò i quattro anni successivi nei kartodromi, nonostante non credesse di poter andare avanti a lungo a causa di problemi economici in famiglia.

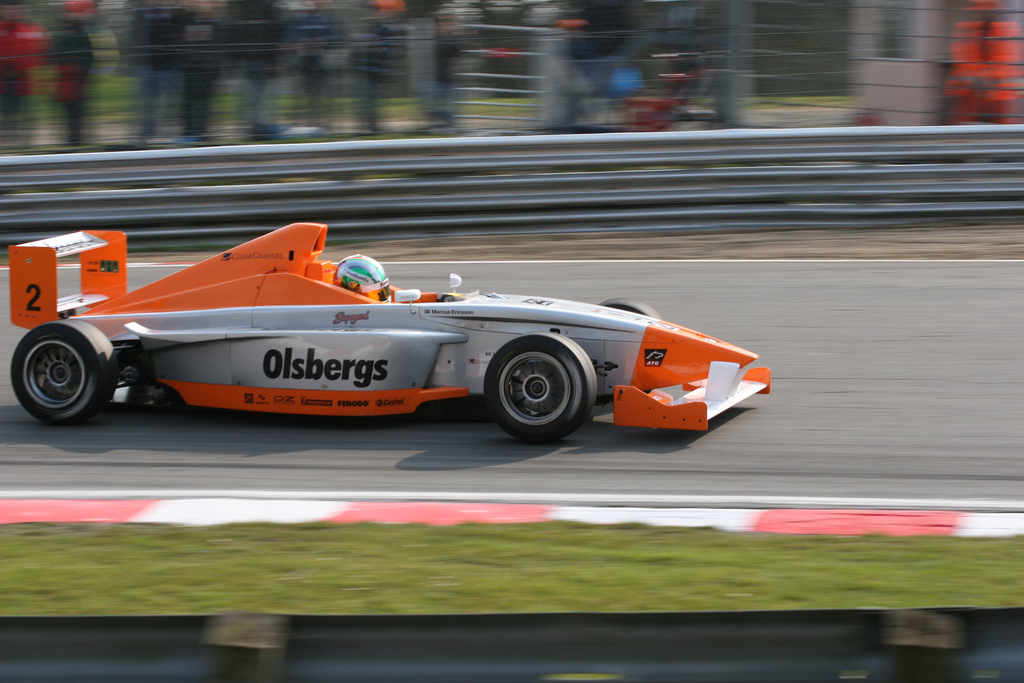
Ericsson vince la sua seconda gara in Formula BMW a Brands Hatch con sei secondi di vantaggio

### Formula BMW
Kenny Bräck, già vincitore della 500 miglia di Indianapolis del 1999, si imbatté in Ericsson durante una corsa di kart a Göteborg nel 2006 e venne colpito dalle sue capacità, tanto da riuscire a convincere Richard Dutton, proprietario del team Fortec Motorsport, a dargli un posto in squadra per il 2007. Gli obiettivi di inizio stagione erano arrivare tra i primi otto, per poi lentamente provare a vincere qualche gara verso la fine del campionato. La prima vittoria arrivò però prima del previsto, alla prima gara della serie, a Brands Hatch, dove arrivò 3º in gara-1 e vinse partendo dalla pole position in gara-2. Dopo questa vittoria, Bräck lo elevò a miglior giovane talento che avesse mai visto. Ericsson combatté per il titolo per l'intera stagione contro il pilota ceco Josef Král e l'inglese Henry Arundel. Alla fine, l'allora sedicenne svedese vinse il titolo con 40 punti di vantaggio su Král, diventando vincitore della Formula BMW britannica (prima ancora che questa si fondesse con quella tedesca e formassero insieme la Formula BMW europea).

### Formula 3

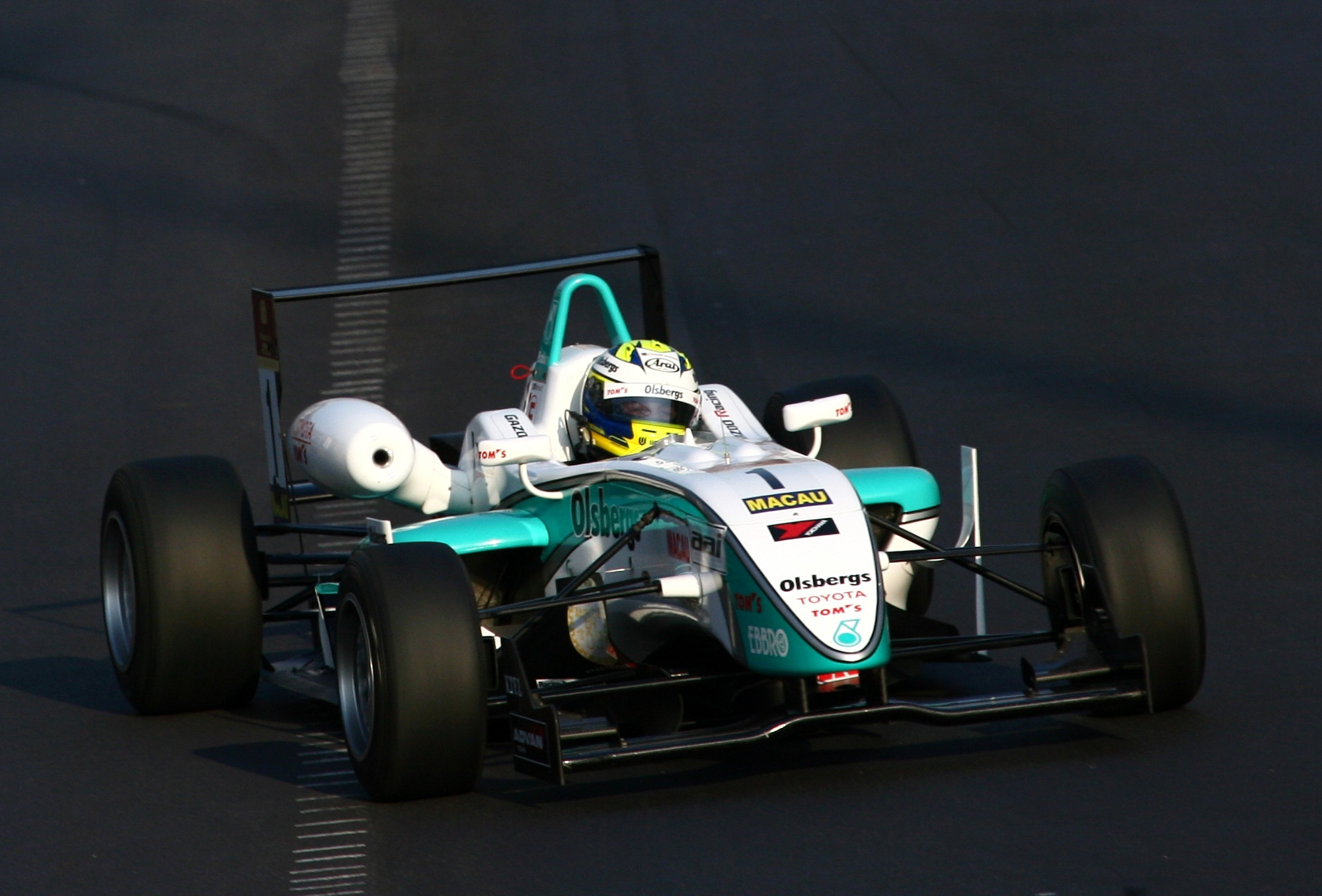
Ericsson alla guida della TOM'S al Gran Premio di Macao del 2009 in Formula 3, dove finì quarto

Dopo la vittoria in Formula BMW, Ericsson iniziò a concorrere per un sedile in Formula 3. I test con il team britannico Räikkönen Robertson Racing (del quale il pilota di Formula 1 Kimi Räikkönen era proprietario) era una conseguenza della vittoria del titolo in quell'anno. Successivamente provò nuovamente una vettura di questa categoria, il team ASM, oggi ART Grand Prix. Nonostante ebbe un'offerta da parte della scuderia francese, Ericsson decise di stare in Inghilterra e correre per il team Fortec, la stessa squadra per la quale corse in Formula BMW. Lo svedese si presentò con due pole position e diversi podi ma senza vittorie, il che gli fruttò un 5º posto nel campionato.
Durante l'inverno del 2008, Ericsson firmò un contratto per la squadra di Formula 3 giapponese TOM'S per competere al campionato per la stagione successiva. Lo svedese pensò così di guadagnare l'esperienza necessaria per vincere il Gran Premio di Macao. Ericsson vinse il campionato giapponese di F3 e corse anche facendo qualche comparsa nella F3 inglese. Di conseguenza partecipò al Gran Premio di Macao dove si qualificò in pole position e finì la gara lunga 4º.

### GP2 Series

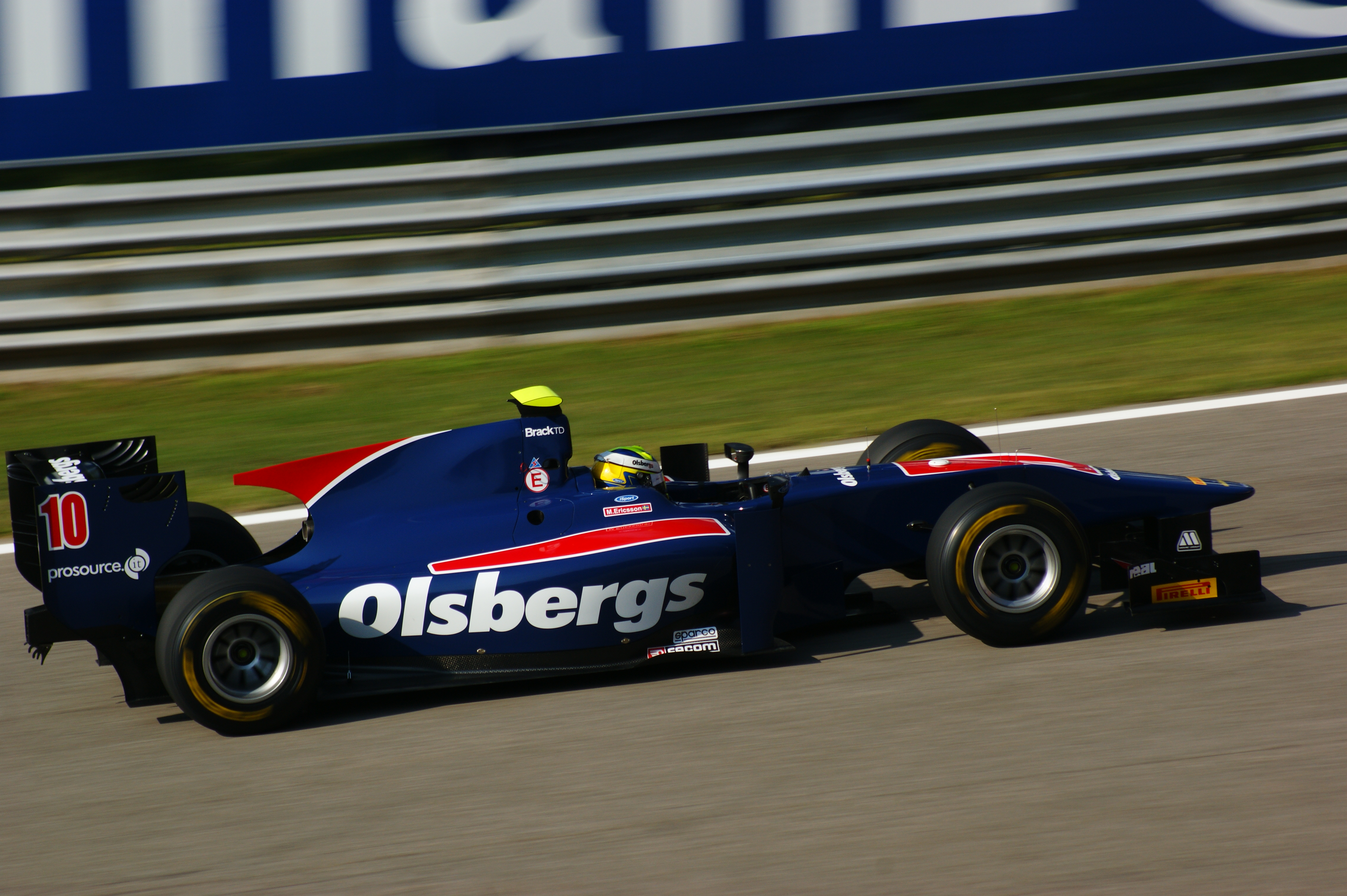
Ericsson sull'iSport durante il round svoltosi all'Autodromo nazionale di Monza della GP2 Series 2011

Ericsson entrò a far parte della GP2 Asia Series per la stagione 2009-2010, guidando per il team ART Grand Prix. Comunque, successivamente venne confermato che Ericsson avrebbe dovuto guidare per il team Super Nova Racing nella stagione 2010 della GP2. Si aspettò di completare la serie asiatica con il team, ma Jake Rosenzweig fu incaricato di sostituire lo svedese per le ultime due corse. Ericsson tornò alla Super Nova per la stagione 2010 come compagno di Josef Král e, più avanti, Luca Filippi. Fece la sua prima serie di vittorie a Valencia, ma l'aver segnato punti in sole due occasioni lo fecero arrivare 17º nel campionato piloti.
Ericsson passò al team iSport International per il 2011, insieme a Sam Bird. Finì 6º nel campionato asiatico e 10º nella main series. Rimase all'iSport per il 2012, partner di Jolyon Palmer. Dopo un inizio della stagione relativamente deludente, riuscì a vincere a Spa, iniziando una serie di sei arrivi consecutivi a punti, inclusi tre podi. Questo grande finale di stagione lo portò all'8º posto in campionato.

### Formula 1
Ericsson guidò una Brawn GP ai test per giovani piloti a Jerez per tre giorni, dal 1º al 3 dicembre 2009, dividendo la vettura con il pilota Indycar Mike Conway. Quest'ultimo ebbe la meglio per tre decimi sullo svedese, ciononostante il team principal Ross Brawn si complimentò con Ericsson per la sua performance.

#### Caterham (2014)
2014

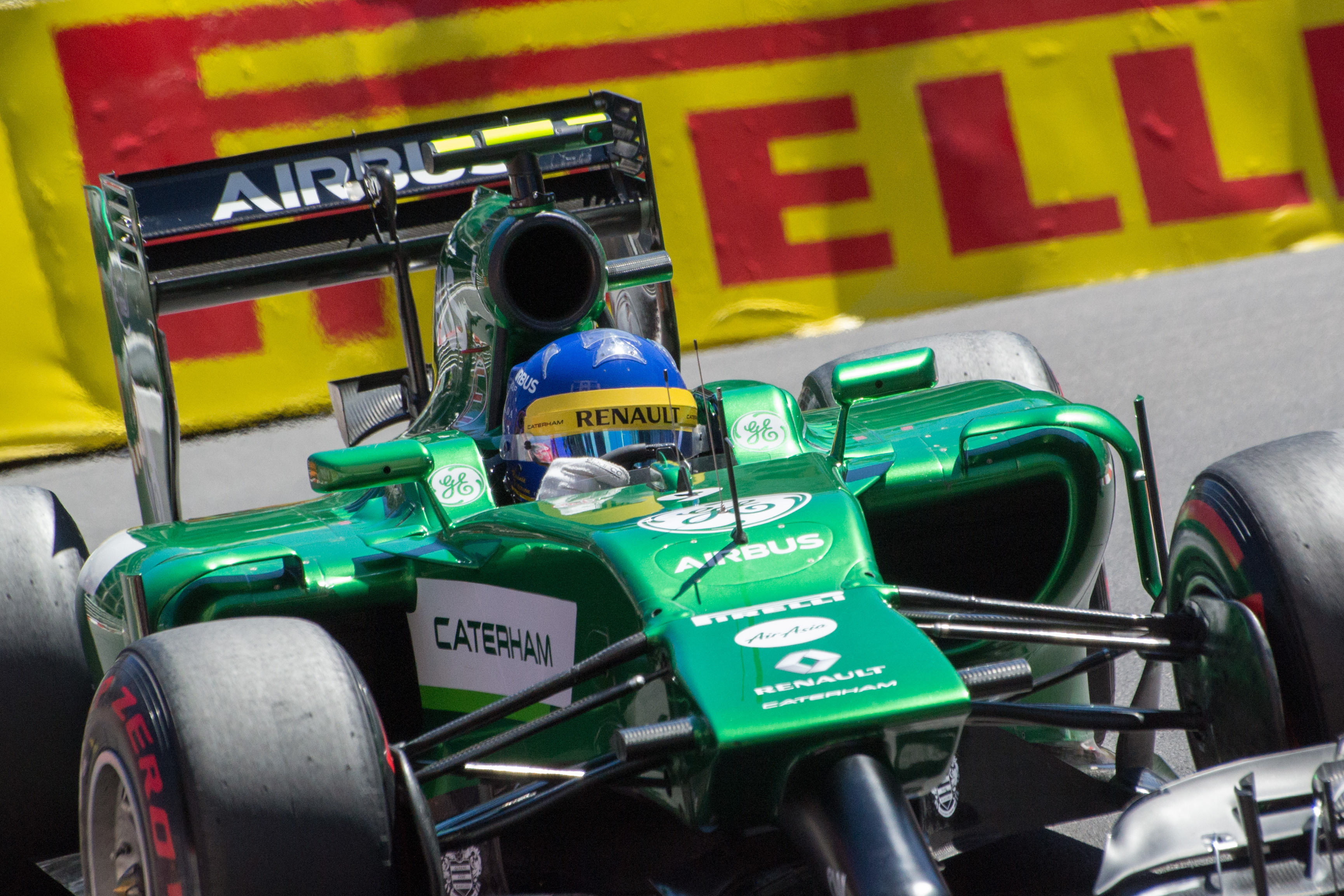
Ericsson con il team Caterham durante il Gran Premio di Monaco

Il 21 gennaio 2014 la Caterham ufficializzò il suo ingaggio per la stagione 2014, al fianco del nipponico Kamui Kobayashi. Nella prima parte di stagione, complice anche la scarsa competitività della monoposto, non riuscì a conquistare nessun punto, venendo spesso messo in ombra dal compagno di squadra e ottenendo come miglior piazzamento un undicesimo posto a Montecarlo.
Nell'ultima parte di stagione le prestazioni di Ericsson migliorarono, grazie a delle migliorie apportate dalla scuderia all'impianto frenante della monoposto.. Tuttavia, la situazione economica della scuderia si fece molto difficile, tanto che la squadra entrò in amministrazione controllata e rinunciò a partecipare al Gran Premio degli Stati Uniti e al Gran Premio del Brasile. La Caterham tornò a correre nel conclusivo Gran Premio di Abu Dhabi, grazie anche a una raccolta fondi su Internet, ma Ericsson rinunciò a partecipare, venendo sostituito dall'esordiente Will Stevens.

#### Sauber (2015-2018)

##### 2015

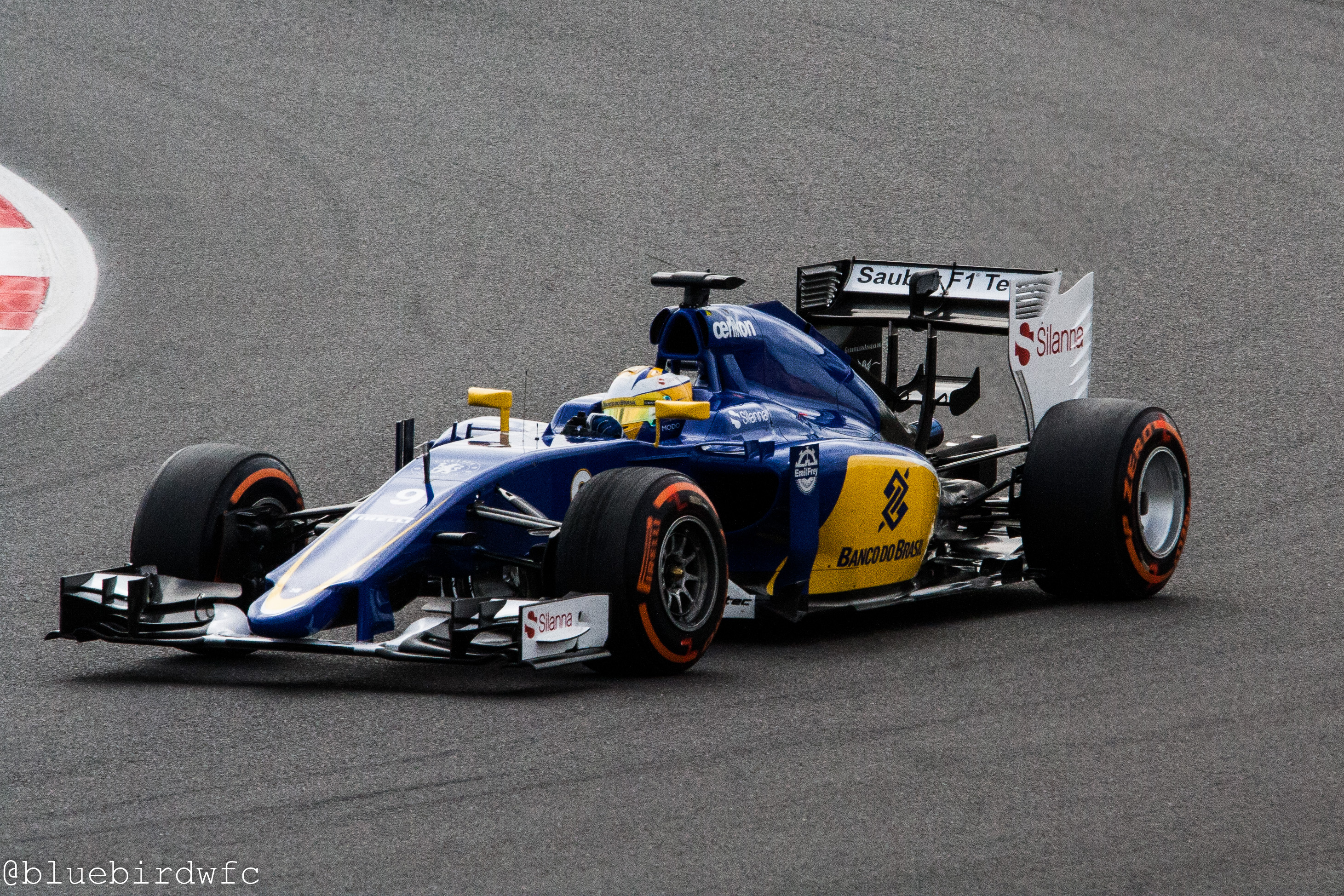
Ericsson al primo anno con il team Sauber durante il Gran Premio di Gran Bretagna

Ericsson fu ingaggiato dalla Sauber, con compagno di squadra il brasiliano Felipe Nasr. Decisivo per la partecipazione al mondiale fu l'appoggio di vari sponsor, tra cui la Tetra Pak, che garantirono alla scuderia una cifra compresa tra 18 e 25 milioni di dollari, circa 20 milioni di euro.
Nella prima gara con la scuderia elvetica il pilota svedese ottenne i primi punti in carriera, giungendo ottavo al traguardo anche grazie ai numerosi ritiri (nove piloti ritirati). 
In Malesia si ritirò in seguito a un tentativo di sorpasso su Nico Hulkenberg. Lo svedese finì in testacoda e provocò l'entrata in pista della safety car.
Ericsson tornò a punti nel Gran Premio di Cina, giungendo decimo davanti a Sergio Pérez. Nel successivo Gran Premio del Bahrein le sue speranze di ripetersi furono rovinate da un problema al pit stop, che gli fece perdere 24 secondi, facendolo sprofondare nelle retrovie. Nelle sei gare successive Ericsson giunse sempre al traguardo, ma senza entrare tra i primi dieci, sfiorando i punti nel Gran Premio di Gran Bretagna dove chiude undicesimo. 
Il pilota svedese riuscì a tornare a punti nel Gran Premio d'Ungheria, chiuso in decima posizione; seguirono altri due risultati utili in Belgio e a Monza, dove Ericsson tagliò il traguardo rispettivamente decimo e nono. Nelle ultime gare il pilota svedese non colse altri piazzamenti utili, chiudendo la stagione al diciottesimo posto assoluto con nove punti.

##### 2016

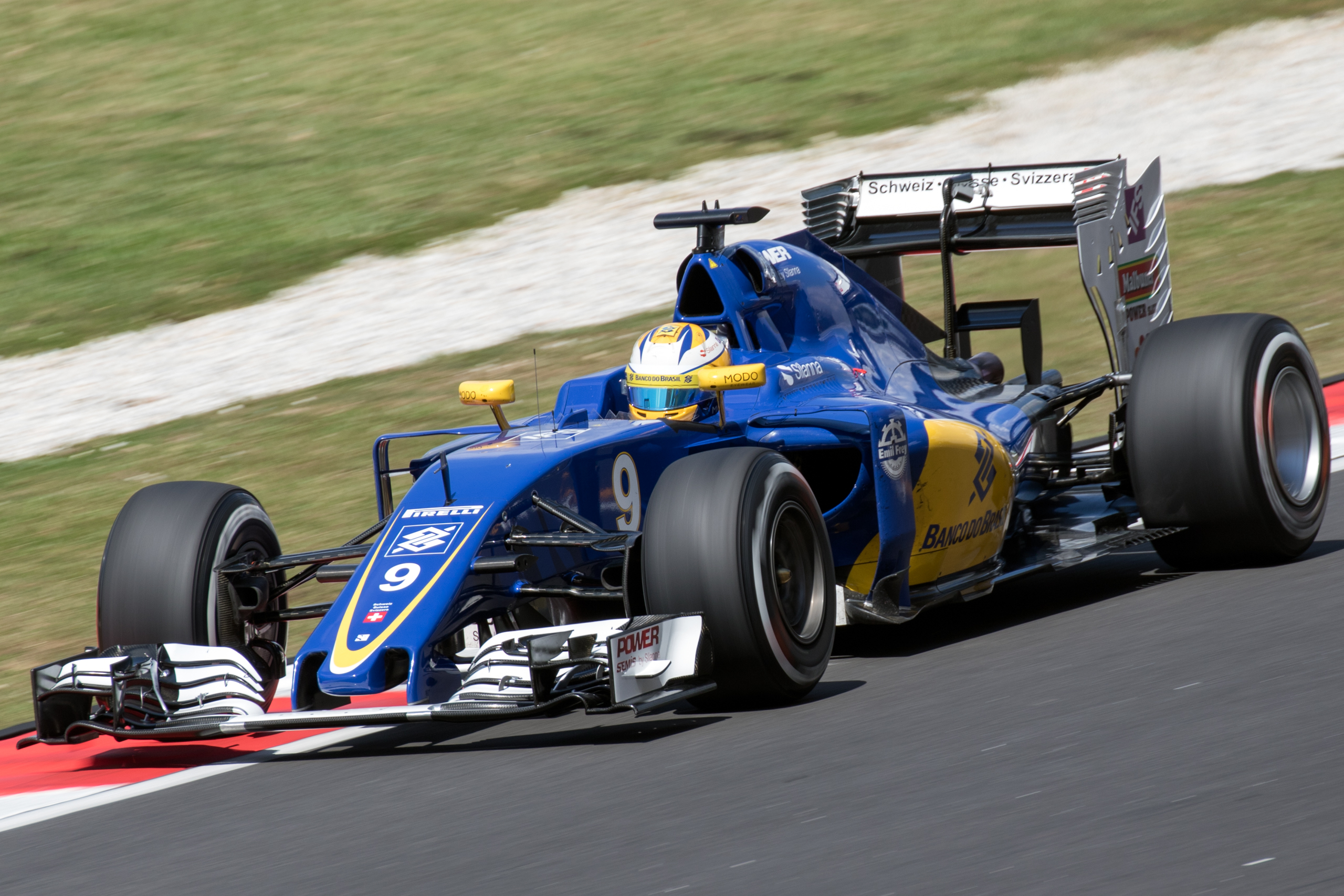
Ericsson durante il Gran Premio della Malesia

Nel 2016 la Sauber non risultò competitiva e sia Ericsson sia il compagno di squadra Nasr furono relegati nelle retrovie. Il difficile inizio di stagione culminò nel Gran Premio di Monaco, nel quale i due vennero a contatto e si ritirarono dopo che Nasr aveva ignorato un ordine della scuderia di lasciar passare il suo compagno di squadra.
Soprattutto nella prima parte di campionato Ericsson risultò più efficace del compagno, battendolo in qualifica 12 volte su 21 Gran Premi. Tuttavia, a differenza di Nasr il pilota svedese non riuscì a conquistare punti, cogliendo un undicesimo posto nel Gran Premio del Messico come miglior risultato. Ericsson chiuse l'anno in ventiduesima posizione assoluta.

##### 2017
Nel 2017 Ericsson parte discretamente bene, con una buona 14ª posizione in qualifica. Nonostante la ottima qualifica, sarà costretto a terminare la gara dopo 25 giri per un problema idraulico. Le successive gare continueranno a non essere perfette, causa brutte posizioni e ritiri. Nel Gran Premio di Spagna e in quello d'Azerbaigian raggiunge il suo miglior risultato, cioè la 11ª posizione. Chiude la stagione con 0 punti in classifica piloti, posizionandosi in ventesima posizione e venendo battuto dal compagno di squadra, Pascal Wehrlein, che termina la stagione con un bottino di 5 punti e la diciottesima posizione assoluta. 

##### 2018

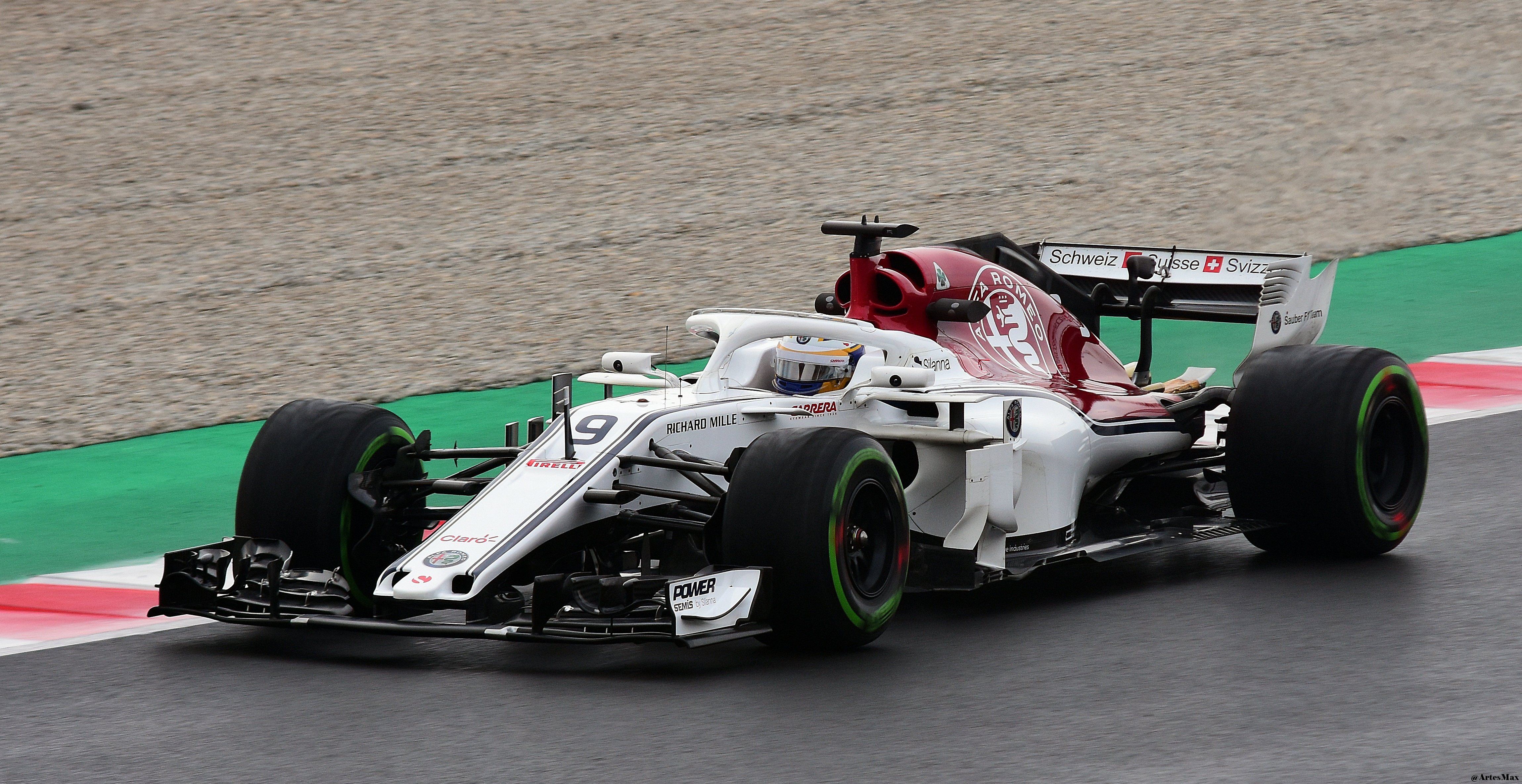
Ericsson durante i test 2018 con la nuova Sauber C37

Il 2 dicembre 2017 viene riconfermato anche per la stagione seguente come pilota titolare della scuderia Sauber. Nella seconda gara stagionale, in Bahrein, giunge nono al traguardo, tornando a punti per la prima volta dal 2015. Nelle gare successive non riesce a segnare alcun punto, al contrario del compagno Charles Leclerc che ottiene diversi piazzamenti nei primi dieci. Nel Gran Premio d'Austria ottiene un piazzamento in zona punti grazie al decimo posto finale. Dopo un ritiro in Gran Bretagna ottiene un altro nono posto al GP di Germania, mentre in Ungheria finisce in quindicesima posizione. Nella seconda metà di stagione ottiene altri piazzamenti a punti in Belgio, Stati Uniti e Messico, concludendo la stagione con 9 punti ed il 17º posto in classifica.
Il 25 settembre 2018 viene annunciato che a partire dalla stagione 2019 Ericsson svolgerà un ruolo di terzo pilota, sempre all'interno del team Sauber.

### IndyCar

#### L’esordio con Arrow Schmidt Peterson (2019)

##### 2019

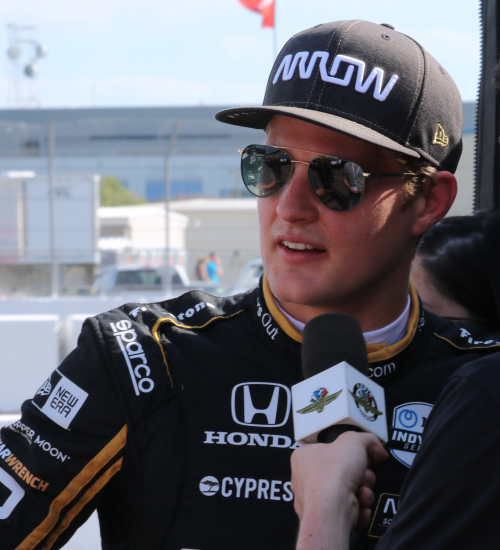
Ericsson con il team Schmidt Peterson al suo debutto ufficiale nella IndyCar.

Dalla stagione 2019, Ericsson approda in IndyCar Series, correndo come pilota titolare per il team Schmidt Peterson.
Con un secondo posto sul circuito di Detroit conquista il suo primo podio nella categoria, concludendo al diciottesimo posto in campionato e quarto tra i rookie. 

#### Chip Ganassi Racing (2020-2023)

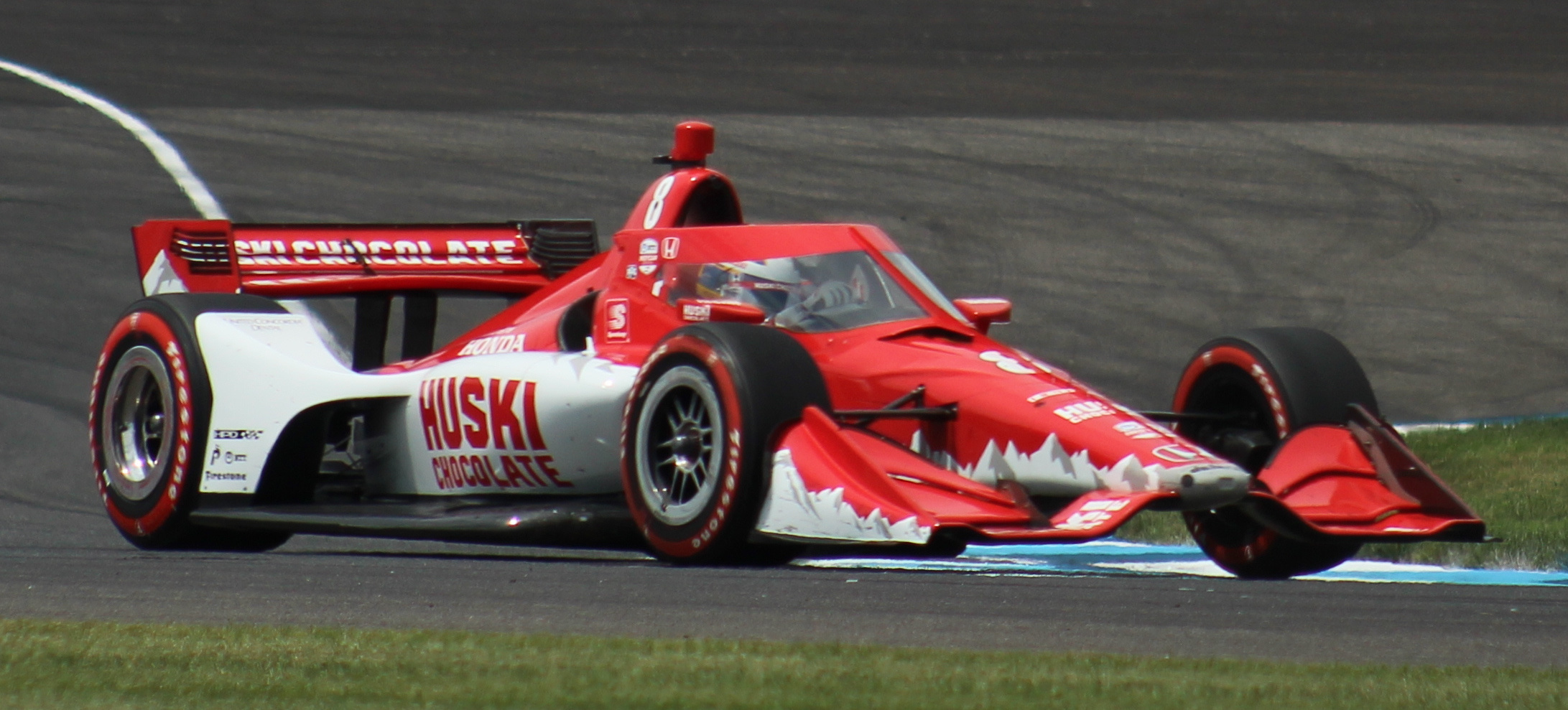
Ericsson con il team Chip Ganassi Racing

Nel 2020 passa al team Chip Ganassi Racing sempre motorizzato Honda. Sfiora il podio in tre occasioni, chiudendo il campionato in dodicesima posizione. 
Nel 2021 viene confermato dal team Chip Ganassi Racing. Nelle prime sei gare finisce tre volte nella top 10, a Detroit riesce grazie a un'ottima strategia a vincere la sua prima gara in IndyCar davanti a Rinus VeeKay. Dopo altre due top 10 raggiunge un altro podio, con un secondo posto dietro a Josef Newgarden a Mid-Ohio, torna alla vittoria a Nashville davanti al campione in carica Scott Dixon.
Ericsson viene confermato anche per la stagione 2022 dal team Chip Ganassi Racing. Lo svedese chiude terzo in Texas poi ottiene uno strepitoso risultato vincendo la 500 Miglia di Indianapolis, la gara più importante della serie. Ericsson trionfa davanti a Patricio O'Ward e Tony Kanaan. Grazie a un secondo posto a Road America Ericsson diventa il leader della classifica, nelle quattro gare successive chiude sempre in top 10. 

#### Andretti  (2024-)
Dopo quattro stagioni con Chip Ganassi, Ericsson  passa al team rivale Andretti Autosport, dove trova come compagni di team  Colton Herta e Kyle Kirkwood.

### IMSA
Nel 2022 Ericsson partecipa alla 24 Ore di Daytona nella classe DPi con Cadillac Chip Ganassi Racing. Il pilota svedese si dividerà la Cadillac DPi-V.R, con Earl Bamber, Alex Lynn e il pilota Haas di Formula 1 Kevin Magnussen.
Nel 2024 torna a correre nella 24 Ore di Daytona, questa volta con l'Acura ARX-06 del team Wayne Taylor Racing supportato da Andretti Global. 

## Risultati

### Sommario
| Stagione | Serie                | Team                               | Gare         | Vittorie     | Pole         | Gpv          | Podi         | Punti        | Pos.         |
| -------- | -------------------- | ---------------------------------- | ------------ | ------------ | ------------ | ------------ | ------------ | ------------ | ------------ |
| 2007     | Formula BMW inglese  | Fortec Motorsport                  | 18           | 7            | 11           | 6            | 13           | 676          | 1º           |
| 2008     | Formula 3 inglese    | Fortec Motorsport                  | 20           | 2            | 1            | 0            | 3            | 65           | 5º           |
| 2008     | Gran Premio di Macao | Carlin Motorsport                  | 1            | 0            | 0            | 0            | 0            | N/A          | N.C.         |
| 2009     | Formula 3 inglese    | Räikkönen Robertson Racing         | 6            | 2            | 1            | 0            | 3            | 65           | 11º          |
| 2009     | Formula 3 giapponese | TOM'S                              | 16           | 5            | 5            | 9            | 11           | 112          | 1º           |
| 2009     | Gran Premio di Macao | TOM'S                              | 1            | 0            | 1            | 0            | 0            | N/A          | 4º           |
| 2009–10  | GP2 Asia Series      | ART Grand Prix                     | 4            | 0            | 0            | 0            | 0            | 0            | 24º          |
| 2009–10  | GP2 Asia Series      | Super Nova Racing                  | 4            | 0            | 0            | 0            | 0            | 0            | 24º          |
| 2010     | GP2 Series           | Super Nova Racing                  | 20           | 1            | 0            | 0            | 1            | 11           | 17º          |
| 2011     | GP2 Series           | iSport International               | 18           | 0            | 0            | 0            | 2            | 25           | 10º          |
| 2011     | GP2 Asia Series      | iSport International               | 4            | 0            | 0            | 0            | 1            | 9            | 6º           |
| 2011     | GP2 Finali           | iSport International               | 2            | 0            | 0            | 0            | 1            | 10           | 2º           |
| 2012     | GP2 Series           | iSport International               | 24           | 1            | 0            | 1            | 5            | 124          | 8º           |
| 2013     | GP2 Series           | DAMS                               | 22           | 1            | 2            | 3            | 5            | 121          | 6º           |
| 2014     | Formula 1            | Caterham F1 Team                   | 16           | 0            | 0            | 0            | 0            | 0            | 19º          |
| 2015     | Formula 1            | Sauber F1 Team                     | 19           | 0            | 0            | 0            | 0            | 9            | 18º          |
| 2016     | Formula 1            | Sauber F1 Team                     | 21           | 0            | 0            | 0            | 0            | 0            | 22º          |
| 2017     | Formula 1            | Sauber F1 Team                     | 20           | 0            | 0            | 0            | 0            | 0            | 20º          |
| 2018     | Formula 1            | Alfa Romeo Sauber F1 Team          | 21           | 0            | 0            | 0            | 0            | 9            | 17º          |
| 2019     | IndyCar Series       | Arrow Schmidt Peterson Motorsports | 16           | 0            | 0            | 1            | 1            | 290          | 17º          |
| 2019     | Formula 1            | Alfa Romeo Racing                  | Collaudatore | Collaudatore | Collaudatore | Collaudatore | Collaudatore | Collaudatore | Collaudatore |
| 2020     | IndyCar Series       | Chip Ganassi Racing                | 14           | 0            | 0            | 1            | 1            | 291          | 12º          |
| 2021     | IndyCar Series       | Chip Ganassi Racing                | 16           | 2            | 0            | 1            | 3            | 435          | 6°           |
| 2022     | IndyCar Series       | Chip Ganassi Racing                | 1            | 0            | 0            | 0            | 0            | 22*          | 9°*          |
| 2022     | IMSA - DPi           | Cadillac Racing                    | 1            | 0            | 0            | 0            | 0            | 275*         | 6°*          |

* Stagione in corso.

### GP2 Series
(legenda) (Le gare in grassetto indicano la pole position) (Gare in corsivo indicano Gpv)
| Anno | Team                 | 1   | 2   | 3    | 4    | 5    | 6    | 7   | 8   | 9   | 10  | 11  | 12  | 13  | 14  | 15  | 16  | 17  | 18  | 19  | 20  | 21  | 22  | 23  | 24  | Punti | Pos. |
| ---- | -------------------- | --- | --- | ---- | ---- | ---- | ---- | --- | --- | --- | --- | --- | --- | --- | --- | --- | --- | --- | --- | --- | --- | --- | --- | --- | --- | ----- | ---- |
| 2010 | Super Nova Racing    | CAT | CAT | MON  | MON  | IST  | IST  | VAL | VAL | SIL | SIL | HOC | HOC | HUN | HUN | SPA | SPA | MNZ | MNZ | YMC | YMC |     |     |     |     | 11    | 17º  |
| 2010 | Super Nova Racing    | 11  | Rit | 12   | 9    | Rit  | Rit  | 7   | 1   | 12  | 18  | 6   | Rit | 12  | 10  | 13  | 7   | Rit | 11  | 11  | Rit |     |     |     |     | 11    | 17º  |
| 2011 | iSport International | IST | IST | CAT  | CAT  | MON  | MON  | VAL | VAL | SIL | SIL | NÜR | NÜR | HUN | HUN | SPA | SPA | MNZ | MNZ |     |     |     |     |     |     | 25    | 10º  |
| 2011 | iSport International | 9   | 8   | 5    | 3    | Rit  | Rit  | Rit | 11  | 3   | 4   | 5   | 16  | 5   | 16  | Rit | 12  | 14  | 8   |     |     |     |     |     |     | 25    | 10º  |
| 2012 | iSport International | SEP | SEP | BHR1 | BHR1 | BHR2 | BHR2 | CAT | CAT | MON | MON | VAL | VAL | SIL | SIL | HOC | HOC | HUN | HUN | SPA | SPA | MNZ | MNZ | SGP | SGP | 124   | 8º   |
| 2012 | iSport International | 13  | Rit | 13   | 16   | 7    | 7    | 13  | 22  | 2   | 4   | 2   | Rit | 21  | 7   | 11  | 15  | 18  | Rit | 1   | 4   | 3   | 7   | 7   | 2   | 124   | 8º   |
| 2013 | DAMS                 | SEP | SEP | BHR  | BHR  | CAT  | CAT  | MON | MON | SIL | SIL | NÜR | NÜR | HUN | HUN | SPA | SPA | MNZ | MNZ | SGP | SGP | YMC | YMC |     |     | 121   | 6º   |
| 2013 | DAMS                 | Rit | 13  | 13   | Rit  | Rit  | 20   | Rit | 18  | 11  | 8   | 1   | 13  | 2   | 4   | 2   | 15  | Rit | 23  | 7   | 2   | 3   | 6   |     |     | 121   | 6º   |

### GP2 Asia Series
(legenda) (Le gare in grassetto indicano la pole position) (Gare in corsivo indicano Gpv)
| Stagione | Team              | 1    | 2    | 3    | 4    | 5    | 6    | 7    | 8    | Punti | Pos. |
| -------- | ----------------- | ---- | ---- | ---- | ---- | ---- | ---- | ---- | ---- | ----- | ---- |
| 2009–10  | ART Grand Prix    | YMC1 | YMC1 |      |      |      |      |      |      | 0     | 24º  |
| 2009–10  | ART Grand Prix    | 11   | 12   |      |      |      |      |      |      | 0     | 24º  |
| 2009–10  | Super Nova Racing |      |      | YMC2 | YMC2 | BHR1 | BHR1 | BHR2 | BHR2 | 0     | 24º  |
| 2009–10  | Super Nova Racing |      |      | 17   | 12   |      |      |      |      | 0     | 24º  |
| 2011     | ART Grand Prix    | YMC1 | YMC1 | MNZ  | MNZ  |      |      |      |      | 9     | 6º   |
| 2011     | ART Grand Prix    | 4    | 3    | 10   | 16   |      |      |      |      | 9     | 6º   |

### Formula 1
| 2014 | Scuderia | Vettura |     |    |     |    |    |    |     |    |     |    |     |    |    |    |    |    |  |  |  |  |  |  |  |  | Punti | Pos. |
| ---- | -------- | ------- | --- | -- | --- | -- | -- | -- | --- | -- | --- | -- | --- | -- | -- | -- | -- | -- |  |  |  |  |  |  |  |  | ----- | ---- |
| 2014 | Caterham | CT05    | Rit | 14 | Rit | 20 | 20 | 11 | Rit | 18 | Rit | 18 | Rit | 17 | 19 | 15 | 17 | 19 |  |  |  |  |  |  |  |  | 0     | 19º  |

| 2015 | Scuderia | Vettura |   |     |    |    |    |    |    |    |    |    |    |   |    |    |     |     |    |    |    |  |  |  |  |  | Punti | Pos. |
| ---- | -------- | ------- | - | --- | -- | -- | -- | -- | -- | -- | -- | -- | -- | - | -- | -- | --- | --- | -- | -- | -- |  |  |  |  |  | ----- | ---- |
| 2015 | Sauber   | C34     | 8 | Rit | 10 | 14 | 14 | 13 | 14 | 13 | 11 | 10 | 10 | 9 | 11 | 14 | Rit | Rit | 12 | 16 | 14 |  |  |  |  |  | 9     | 18º  |

| 2016 | Scuderia | Vettura |     |    |    |    |    |     |    |    |    |     |    |    |     |    |    |    |    |    |    |     |    |  |  |  | Punti | Pos. |
| ---- | -------- | ------- | --- | -- | -- | -- | -- | --- | -- | -- | -- | --- | -- | -- | --- | -- | -- | -- | -- | -- | -- | --- | -- |  |  |  | ----- | ---- |
| 2016 | Sauber   | C35     | Rit | 12 | 16 | 14 | 12 | Rit | 15 | 17 | 15 | Rit | 20 | 18 | Rit | 16 | 17 | 12 | 15 | 14 | 11 | Rit | 15 |  |  |  | 0     | 22º  |

| 2017 | Scuderia | Vettura |     |    |     |    |    |     |    |    |    |    |    |    |    |     |    |     |    |     |    |    |  |  |  |  | Punti | Pos. |
| ---- | -------- | ------- | --- | -- | --- | -- | -- | --- | -- | -- | -- | -- | -- | -- | -- | --- | -- | --- | -- | --- | -- | -- |  |  |  |  | ----- | ---- |
| 2017 | Sauber   | C36     | Rit | 15 | Rit | 15 | 11 | Rit | 13 | 11 | 15 | 14 | 16 | 16 | 18 | Rit | 18 | Rit | 15 | Rit | 13 | 17 |  |  |  |  | 0     | 20º  |

| 2018 | Scuderia | Vettura |     |   |    |    |    |    |    |    |    |     |   |    |    |    |    |    |    |    |   |     |     |  |  |  | Punti | Pos. |
| ---- | -------- | ------- | --- | - | -- | -- | -- | -- | -- | -- | -- | --- | - | -- | -- | -- | -- | -- | -- | -- | - | --- | --- |  |  |  | ----- | ---- |
| 2018 | Sauber   | C37     | Rit | 9 | 16 | 11 | 13 | 11 | 15 | 13 | 10 | Rit | 9 | 15 | 10 | 15 | 11 | 13 | 12 | 10 | 9 | Rit | Rit |  |  |  | 9     | 17º  |

| Legenda | 1º posto     | 2º posto | 3º posto    | A punti         | Senza punti/Non class.  | Grassetto – Pole position Corsivo – Giro più veloce |
| Legenda | Squalificato | Ritirato | Non partito | Non qualificato | Solo prove/Terzo pilota | Grassetto – Pole position Corsivo – Giro più veloce |

### IndyCar Series
| Anno | Squadra                | Telaio       | Motore | 1      | 2      | 3      | 4      | 5       | 6       | 7       | 8      | 9      | 10     | 11     | 12     | 13     | 14     | 15     | 16     | 17     | Punti | Pos. |
| ---- | ---------------------- | ------------ | ------ | ------ | ------ | ------ | ------ | ------- | ------- | ------- | ------ | ------ | ------ | ------ | ------ | ------ | ------ | ------ | ------ | ------ | ----- | ---- |
| 2019 | Arrow Schmidt Peterson | Dallara DW12 | Honda  | STP 20 | COA 15 | ALA 7  | LBH 20 | IMS 24  | INDY 23 | DET 13  | DET 2  | TXS 7  | RDA 13 | TOR 20 | IOW 11 | MDO 23 | POR 12 | GTW 16 | POR    | LAG 11 | 290   | 17º  |
| 2020 | Chip Ganassi Racing    | Dallara DW12 | Honda  | TXS 19 | IMS 6  | ROA 10 | ROA 4  | IOW 9   | IOW 9   | INDY 32 | GTW 5  | GTW 23 | MDO 15 | MDO 5  | IMS 10 | IMS 15 | STP 7  |        |        |        | 291   | 12º  |
| 2021 | Chip Ganassi Racing    | Dallara DW12 | Honda  | ALA 8  | STP 7  | TXS 19 | TXS 12 | IMS 10  | INDY 11 | DET 1   | DET 9  | ROA 6  | MDO 2  | NSH 1  | IMS 9  | GTW 9  | POR 7  | LAG 6  | LBH 28 |        | 435   | 6º   |
| 2022 | Chip Ganassi Racing    | Dallara DW12 | Honda  | STP 9  | TXS 3  | LBH 22 | ALA 12 | IMS 4   | INDY 1  | DET 7   | ROA 2  | MDO 6  | TOR 5  | IOW 8  | IOW 6  | IMS 11 | NSH 14 | MAD 7  | POR 11 | LAG 9  | 506   | 6º   |
| 2023 | Chip Ganassi Racing    | Dallara DW12 | Honda  | STP 1  | TXS 8  | LBH 3  | ALA 10 | IMS 8   | INDY 2  | DET 9   | ROA 6  | MDO 27 | TOR 11 | IOW 4  | IOW 9  | NSH 7  | IMS 10 | MAD 10 | POR 7  | LAG 15 | 438   | 6°   |
| 2024 | Andretti Global        | Dallara DW12 | Honda  | STP 23 | LBH 5  | ALA 18 | IMS 16 | INDY 33 | DET 2   | ROA 9   | LAG 10 | MDO 5  | IOW 9  | IOW 23 | TOR 18 | GAT 24 | POR 9  | MIL 26 | MIL 5  | NSH 25 | 297   | 15º  |
| 2025 | Andretti Global        | Dallara DW12 | Honda  | STP 6  | THE 21 | LBH 12 | ALA 20 | IMS 26  | INDY    | DET     | GAT    | ROA    | MDO    | IOW    | IOW    | TOR    | LAG    | POR    | MIL    | NSH    | 70*   |      |

* Stagione in corso.

### 500 Miglia di Indianapolis
| Anno   | N° auto | Partito | Media qualifica (mph) | Finito | Giri | Giri in testa | Causa ritiro |
| ------ | ------- | ------- | --------------------- | ------ | ---- | ------------- | ------------ |
| 2019   | 7       | 13º     | 228.511               | 23º    | 198  | 0             | /            |
| 2020   | 8       | 11º     | 230.566               | 32º    | 24   | 0             | Incidente    |
| 2021   | 8       | 9º      | 231.104               | 11º    | 200  | 0             | /            |
| 2022   | 8       | 5°      | 232.775               | 1°     | 200  | 13            | /            |
| 2023   | 8       | 10°     | 232.889               | 2°     | 200  | 30            | /            |
| Totale | Totale  | Totale  | Totale                | Totale | 818  | 43            |              |

### 24 Ore di Daytona
| Anno | Team                     | Co-piloti                                       | Auto             | Classe | Giri | Pos. | Pos Cat. |
| ---- | ------------------------ | ----------------------------------------------- | ---------------- | ------ | ---- | ---- | -------- |
| 2022 | Cadillac Racing          | Earl Bamber Alex Lynn Kevin Magnussen           | Cadillac DPi-V.R | DPi    | 734  | 12°  | 6°       |
| 2024 | WTR - Andretti Autosport | Filipe Albuquerque Ricky Taylor Brendon Hartley | Acura ARX-06     | GTP    | 601  | Rit  | Rit      |